# Белкино (городской округ Семёновский)
Бе́лкино — деревня в городском округе Семёновский. Входит в состав Тарасихинского сельсовета.

## Описание
Расположена в 9 км от административного центра сельсовета — Посёлка станции Тарасиха и 51 км от областного центра — Нижнего Новгорода.
| 2002 | 2010 |
| ---- | ---- |
| 3    | →3   |

Национальный состав
Согласно результатам переписи 2002 года, в национальной структуре населения русские составляли 100 % из 3 человек.

## География
Деревня расположена на правом берегу, у истока реки Шарпанки, восточнее болота Оленье и юго-восточнее леса Горелые Бугры